# Hierodula fumipennis
Hierodula fumipennis är en bönsyrseart som beskrevs av Werner 1926. Hierodula fumipennis ingår i släktet Hierodula och familjen Mantidae. Inga underarter finns listade i Catalogue of Life.